# Cahiers de Fanjeaux
Les Cahiers de Fanjeaux sont une publication scientifique annuelle à comité de lecture consacrée, depuis 1966, à l'histoire religieuse du Midi de la France au Moyen Âge. La collection forme une encyclopédie riche, en 2025, de près d'un millier d'articles. 
La collection publie les actes du colloque d'histoire religieuse qui se tient chaque été à Fanjeaux (près de Castelnaudary), haut lieu de l'histoire de l'hérésie languedocienne et de l'ordre dominicain.
Anciennement publiés par les éditions Privat de Toulouse, les Cahiers le sont actuellement par le Centre d'études historiques de Fanjeaux ).

## Organisation
L'organisation des colloques est placée sous l'autorité d'un comité d'historiens, actuellement présidé par Damien Carraz, et sous le patronage conjoint du Centre d'Études Médiévales de Montpellier (CEMM) de l'université Paul-Valéry-Montpellier-III, du laboratoire FRAMESPA de l'université Toulouse-Jean-Jaurès et de l'Institut catholique de Toulouse. 
La publication des Cahiers est soumise à un comité de lecture international composé de spécialistes d'histoire culturelle et religieuse du Moyen Âge.

## Histoire
Deux historiens catholiques, le chanoine Étienne Delaruelle (1904-1971), professeur à l'Institut catholique de Toulouse, et le dominicain Marie-Humbert Vicaire (1906-1993), professeur d'histoire de l'Église à l'Université de Fribourg (Suisse), spécialiste de saint Dominique, avaient pris l'initiative en 1965 de journées d'études consacrées chaque été à l'histoire religieuse du Moyen Âge méridional. 
Après s'être tenu à l'Institut catholique de Toulouse, le colloque s'est transporté à Fanjeaux même, lieu de mémoire des origines de l'ordre dominicain. D'abord consacrés principalement au Languedoc des XIIIe et XIVe siècles, les colloques se sont progressivement étendus à l'ensemble des territoires de langue d'oc et au Moyen Âge tout entier.
Tous les ans, au début du mois de juillet, le village de Fanjeaux accueille un colloque (ouvert au public) consacré à un thème spécifique. Chaque colloque est placé sous la présidence d'un historien éminent invité par le Comité.
Parmi les historiens qui ont participé aux colloques de Fanjeaux et contribué aux Cahiers figurent Paul Amargier, Martin Aurell, Dominique Barthélemy, Colette Beaune, Nicole Bériou, Jean-Louis Biget, Bernhard Blumenkranz, Jacques Chiffoleau, Yves-Marie Congar, Jacques Dalarun, Alain Demurger, Georges Duby, Marcel Durliat, Jean Gaudemet, Xavier Hélary, Dominique Iogna-Prat, Jacques Krynen, Gavin I. Langmuir, Michel Lauwers, Daniel Le Blévec, Jacques Le Goff, Nicole Lemaître, Guy Lobrichon, Raoul Manselli, Florian Mazel, Robert I. Moore, Paul Ourliac, Agostino Paravicini Bagliani, Mark G. Pegg, Jean Richard, Jacques Rossiaud, Jean-Claude Schmitt, Charles Touati, André Vauchez, Jacques Verger, Monique Zerner, Michel Zink.

## Thèmes
| Liste des Cahiers de Fanjeaux | |                                          |
| Années du colloque            | Thèmes | Tables des matières                      |
| 1965                          | Saint Dominique en Languedoc | Table des matières Cahier de Fanjeaux 1  |
| 1966                          | Vaudois languedociens et pauvres catholiques                                                                                                   | Table des matières Cahier de Fanjeaux 2  |
| 1967                          | Cathares en Languedoc | Table des matières Cahier de Fanjeaux 3  |
| 1968                          | Paix de Dieu et guerre sainte en Languedoc au XIIIe siècle                                                                                     | Table des matières Cahier de Fanjeaux 4  |
| 1969                          | Les Universités en Languedoc au XIIIe siècle, sous la présidence de Jacques Le Goff                                                            | Table des matières Cahier de Fanjeaux 5  |
| 1970                          | Le credo, la morale et l'Inquisition, sous la présidence de Paul Ourliac                                                                       | Table des matières Cahier de Fanjeaux 6  |
| 1971                          | Les évêques, les clercs et le roi (1250-1300), sous la présidence de Jean Gaudemet                                                             | Table des matières Cahier de Fanjeaux 7  |
| 1972                          | Les mendiants en pays d'Oc au XIIIe siècle, sous la présidence de Raoul Manselli                                                               | Table des matières Cahier de Fanjeaux 8  |
| 1973                          | La naissance et l'essor du gothique méridional au XIIIe siècle, sous la présidence de Marcel Durliat                                           | Table des matières Cahier de Fanjeaux 9  |
| 1974                          | Franciscains d'Oc : les "Spirituels" (ca. 1280-1324), sous la présidence de Georges Duby                                                       | Table des matières Cahier de Fanjeaux 10 |
| 1975                          | La religion populaire en Languedoc, du XIIIe siècle au milieu du XIVe siècle, sous la présidence d'André Vauchez                               | Table des matières Cahier de Fanjeaux 11 |
| 1976                          | Juifs et judaïsme en Languedoc, sous la présidence de Bernhard Blumenkranz                                                                     | Table des matières Cahier de Fanjeaux 12 |
| 1977                          | Assistance et charité, sous la présidence de Michel Mollat du Jourdin                                                                          | Table des matières Cahier de Fanjeaux 13 |
| 1978                          | Historiographie du catharisme, sous la présidence de Charles-Olivier Carbonell                                                                 | Table des matières Cahier de Fanjeaux 14 |
| 1979                          | Le pèlerinage, sous la présidence d'Edmond-René Labande                                                                                        | Table des matières Cahier de Fanjeaux 15 |
| 1980                          | Bernard Gui et son monde, sous la présidence de Paul Amargier                                                                                  | Table des matières Cahier de Fanjeaux 16 |
| 1981                          | Liturgie et musique, IXe-XIVe s., sous la présidence d'Aimé-Georges Martimort                                                                  | Table des matières Cahier de Fanjeaux 17 |
| 1982                          | Islam et chrétiens du Midi, XIIIe-XIVe s., sous la présidence de Jean Richard                                                                  | Table des matières Cahier de Fanjeaux 18 |
| 1983                          | Les moines noirs (XIIIe-XIVe s.), sous la présidence de Jean Becquet                                                                           | Table des matières Cahier de Fanjeaux 19 |
| 1984                          | Effacement du catharisme ? (XIIIe-XIVe s.), sous la présidence de Philippe Wolff                                                               | Table des matières Cahier de Fanjeaux 20 |
| 1985                          | Les cisterciens de Languedoc (XIIIe-XIVe s.), sous la présidence de Jean Leclercq                                                              | Table des matières Cahier de Fanjeaux 21 |
| 1986                          | Raymond Lulle et le Pays d'oc, sous la présidence de Ramon Sugranyes de Franch                                                                 | Table des matières Cahier de Fanjeaux 22 |
| 1987                          | La femme dans la vie religieuse du Languedoc (XIIIe-XIVe s.) sous la présidence d'Élisabeth Magnou-Nortier                                     | Table des matières Cahier de Fanjeaux 23 |
| 1988                          | Le monde des chanoines (XIe-XIVe s.), sous la présidence de Joseph Avril                                                                       |                                          |
| 1989                          | La paroisse en Languedoc (XIIIe-XIVe s.), sous la présidence de Jean-Louis Gazzaniga                                                           |                                          |
| 1990                          | La papauté d'Avignon et le Languedoc (1316-1342), sous la présidence de Bernard Guillemain                                                     |                                          |
| 1991                          | Fin du monde et signes des temps. Visionnaires et prophètes en France méridionale (fin XIIIe-début XVe s.), sous la présidence d'André Vauchez |                                          |
| 1992                          | Le décor des églises en France méridionale, XIIIe-mi XVe s., sous la présidence de Michelle Pradalier-Schlumberger                             |                                          |
| 1993                          | L'Église et le droit dans le Midi (XIIIe-XIVe s.), sous la présidence d'Henri Gilles                                                           | Table des matières Cahier de Fanjeaux 29 |
| 1994                          | La cathédrale, sous la présidence d'Henri Platelle                                                                                             | Table des matières Cahier de Fanjeaux 30 |
| 1995                          | Livres et bibliothèques (XIIIe-XIVe s.), sous la présidence de Jean-Loup Lemaître                                                              | Table des matières Cahier de Fanjeaux 31 |
| 1996                          | La prédication en Pays d'Oc (XIIe-début XVe s.), sous la présidence de Michel Zink                                                             | Table des matières Cahier de Fanjeaux 32 |
| 1997                          | La mort et l'au-delà en France méridionale, sous la présidence de Claude Carozzi                                                               | Table des matières Cahier de Fanjeaux 33 |
| 1998                          | Evangile et évangélisme (XIIe-XIIIe s.), sous la présidence de Jacques Dalarun                                                                 |                                          |
| 1999                          | Église et culture en France méridionale, XIIe-XIVe s., sous la présidence de Jacques Verger                                                    |                                          |
| 2000                          | L'ordre des Prêcheurs et son histoire en France méridionale, sous la présidence de Guy Bedouelle                                               |                                          |
| 2001                          | Hagiographie et culte des saints en France méridionale (XIIIe-XVe s.), sous la présidence de Pierre-André Sigal                                |                                          |
| 2002                          | L'anticléricalisme en France méridionale (mi-XIIe-début XIVe s.), sous la présidence de Jacques Paul                                           |                                          |
| 2003                          | Le Midi et le Grand Schisme d'Occident, sous la présidence d'Hélène Millet                                                                     |                                          |
| 2004                          | L'Église au village. Lieux, formes et enjeux des pratiques religieuses, sous la présidence de Monique Bourin                                   |                                          |
| 2005                          | Les ordres religieux militaires dans le Midi, sous la présidence d'Alain Demurger                                                              |                                          |
| 2006                          | Les justices d'Église dans le Midi (XIe-XVe s.), sous la présidence de Jacques Chiffoleau                                                      |                                          |
| 2007                          | Famille et parenté dans la vie religieuse du Midi, sous la présidence d'Huguette Taviani-Carozzi                                               |                                          |
| 2008                          | Moines et religieux dans la ville, sous la présidence de Nicole Bériou                                                                         |                                          |
| 2009                          | Jean XXII et le Midi, sous la présidence de Guy Lobrichon                                                                                      |                                          |
| 2010                          | Lieux sacrés et espace ecclésial, sous la présidence de Michel Lauwers                                                                         |                                          |
| 2011                          | La parole sacrée. Formes - fonctions - sens (XIe-XVe s.), sous la présidence de Patrick Henriet                                                |                                          |
| 2012                          | La réforme "grégorienne" dans le Midi (milieu XIe-début XIIIe s.), sous la présidence de Florian Mazel                                         |                                          |
| 2013                          | Historiens modernes et Moyen Âge méridional, sous la présidence de Daniel-Odon Hurel                                                           |                                          |
| 2014                          | Innocent III et le Midi, sous la présidence d'Agostino Paravicini Bagliani                                                                     |                                          |
| 2015                          | Culture religieuse méridionale : les manuscrits et leur contexte artistique, sous la présidence d'Alison Stones                                |                                          |
| 2016                          | L'Église et la chair, sous la présidence de Julien Théry                                                                                       |                                          |
| 2017                          | Corps saints et reliques dans le Midi, sous la présidence de Catherine Vincent                                                                 |                                          |
| 2018                          | L'Église et la violence dans le Midi, sous la présidence de Dominique Barthélemy                                                               |                                          |
| 2019                          | Le « catharisme » en questions, sous la présidence de Jean-Louis Biget                                                                         |                                          |
| 2020                          | Reporté en 2021 |                                          |
| 2021                          | Conformisme et transgressions dans le Midi, sous la présidence de Jean-Claude Schmitt                                                          |                                          |
| 2022                          | Guy Foucois, pape Clément IV, et le Midi, sous la présidence de Xavier Hélary et Alexis Charansonnet                                           |                                          |
|                               | Dominicus hispanus, saint Dominique avant la fondation de l'ordre des Prêcheurs Hors série N°5 dans la collection des Cahiers de Fanjeaux      |                                          |
| 2023                          | Chanoines et chapitres du Midi, sous la présidence d'Anne Massoni                                                                              |                                          |